# Bermudy na Letnich Igrzyskach Olimpijskich 1948
Bermudy na Letnich Igrzyskach Olimpijskich 1948 reprezentowało 12 zawodników, 10 mężczyzn i 2 kobiety.

## Skład reprezentacji

### Lekkoatletyka
Kobiety
- Phyllis Edness
  - Bieg na 100 m - odpadła w pierwszej rundzie eliminacyjnej
  - Bieg na 200 m - odpadła w pierwszej rundzie eliminacyjnej

- Phyllis Lightbourn-Jones
  - Bieg na 100 m - odpadła w pierwszej rundzie eliminacyjnej
  - Bieg na 200 m - odpadła w pierwszej rundzie eliminacyjnej
  - Skok w dal - 15. miejsce

Mężczyźni
- Frank Mahoney
  - Bieg na 100 m - odpadł w pierwszej rundzie eliminacyjnej

- Stanley Lines
  - Bieg na 100 m - odpadł w drugiej rundzie eliminacyjnej
  - Bieg na 200 m - odpadł w pierwszej rundzie eliminacyjnej

- Perry Johnson
  - Bieg na 100 m - nie ukończył
  - Bieg na 200 m - odpadł w pierwszej rundzie eliminacyjnej

- Hazzard Dill
  - Bieg na 200 m - odpadł w pierwszej rundzie eliminacyjnej
  - Bieg na 400 m - odpadł w drugiej rundzie eliminacyjnej

- Frank Mahoney, Stanley Lines, Perry Johnson i Hazzard Dill
  - Sztafeta 4 x 100 m - 12. miejsce

### Skoki do wody
Mężczyźni
- Frank Gosling
  - Trampolina 3 m - 10. miejsce

### Pływanie
- Derek Oatway
  - 100 m stylem dowolnym - 35. miejsce
  - 400 m stylem dowolnym - 34. miejsce
  - 1500 m stylem dowolnym - 39. miejsce

- Robert Cook
  - 400 m stylem dowolnym - 31. miejsce

- Walter Bardgett
  - 400 m stylem dowolnym - 38. miejsce

- Philip Tribley
  - 1500 m stylem dowolnym - 37. miejsce

- Donald Shanks
  - 100 m stylem grzbietowym - 19. miejsce

- Derek Oatway, Robert Cook, Philip Tribley i Walter Bardgett
  - Sztafeta 4 x 200 m stylem dowolnym - 14. miejsce